# Distretto di Kikuchi
Il Distretto di Kikuchi (菊池郡, Kikuchi-gun?) è uno dei distretti della prefettura di Kumamoto, in Giappone.
Attualmente fanno parte del distretto i comuni di Kikuyō e Ōzu.
| Controllo di autorità | VIAF (EN) 125576133 · LCCN (EN) n86149872 · J9U (EN, HE) 987007567385705171 · NDL (EN, JA) 00631995 |